# Sesto Vettuleno Ceriale
Sesto Vettuleno Ceriale (in latino Sextus Vettulenus Cerialis; fl. 67-71) è stato un generale romano.

## Biografia
Combatté al fianco di Vespasiano durante la prima guerra giudaica, al termine della quale divenne governatore della provincia romana di Giudea negli anni 70-71. Venne sostituito da Sesto Lucilio Basso, in qualità di legatus Augusti pro praetore.
Il nome di Vettuleno Ceriale appare in un diploma militare datato 28 aprile del 75 ed in un'iscrizione datata 7 febbraio del 78. Ceriale era di origine sabina. Vespasiano all'inizio della campagna in Giudea lo inviò per sottomettere i Samaritani e gli Edomiti che si erano rifugiati presso il monte Garizim. Essi furono sconfitti dal Ceriale, legatus legionis della legio V Macedonica, e massacrati in numero di 11.600. Durante l'assedio di Gerusalemme del 70 Ceriale partecipò alla vittoriosa battaglia finale, ancora in qualità di legatus legionis della V Macedonica.
Suo figlio era Sesto Vettuleno Civico Ceriale che poi divenne console romano.